# Raffaele Cappelli
Pour les articles homonymes, voir Cappelli.
Raffaele Cappelli (San Demetrio ne' Vestini, 23 mars 1848 - Rome, 1er juin 1921) est un homme politique et un diplomate italien.

## Biographie
Il est né à San Demetrio ne' Vestini en 1848 de Luigi et Ludovica Franchi, issus d'une famille noble. Il est le frère d'Antonio et le petit-fils d'Orazio Antonio ; Emidio est son oncle paternel. En 1872, il est diplômé en droit de l'université de Naples et entame une carrière diplomatique. Il est attaché honoraire à l'ambassade de Londres, puis en 1875 il est nommé attaché intérimaire à l'ambassade de Vienne. En 1877 il a le rang de secrétaire d'ambassade à l'ambassade de Berlin.
Lors des élections politiques italiennes de 1880, il est élu pour la première fois à la Chambre des députés et occupe ce siège pendant dix législatures consécutives, de la XIVe à la XXIVe. En 1885, il est nommé secrétaire général du ministère des Affaires étrangères sous le gouvernement Depretis VII avec le ministre Carlo Felice Nicolis, comte de Robilant, avec lequel il a déjà travaillé à la rédaction du traité de la Triple Alliance en 1882. Au début de la XXe législature, le 6 avril 1897, il devient vice-président de la Chambre, poste qu'il occupe jusqu'au 1er juin, date à laquelle il devient ministre des affaires étrangères dans le gouvernement di Rudinì V, qui ne dure que 28 jours. Il est à nouveau vice-président de la Chambre des députés pour les XXIIIe et XXIVe législature, du 25 mars 1909 au 29 septembre 1919. Il est fortement opposé à l'interventionnisme, soutenant les positions de Giovanni Giolitti et critiquant sévèrement Antonio Salandra et Sidney Sonnino, et ne vote pas pour les agendas en faveur de l'entrée de l'Italie dans la Première Guerre mondiale. Le 1er août 1889, il reçoit le titre de marquis par décret royal d'Umberto Ier de Savoie. Le 6 octobre 1919 il est nommé sénateur du Royaume ; la nomination est validée le 9 décembre, il prête serment le lendemain.
Il est également propriétaire foncier, avec des intérêts considérables, notamment à Capitanata, et est président de la Société des agriculteurs italiens (Società degli Agricoltori italiani - SAI) pendant quinze ans, entre 1896 et 1911, de la Société géographique italienne (Società geografica italiana), entre 1907 et 1915, et de l'Institut international d'agriculture (International Institute of Agriculture - IIA), entre 1910 et 1920. La variété de blé Senatore Cappelli, créée en 1915 par Nazareno Strampelli, lui est également dédiée.
Il épouse Céline Levi Hirsch et a un fils, Luigi. Il est mort à Rome en 1921.

### Carrière mineures
- Attaché de légation honoraire au ministère des Affaires étrangères (8 octobre 1873), à Londres (16 octobre 1873), à Vienne (25 janvier 1876).
- Secrétaire de légation de deuxième classe au ministère des Affaires étrangères (20 juin 1877), à Berlin (28 juin 1877-13 mai 1880).
- Secrétaire honoraire de la légation (13 mai 1880).

### Fonctions et titres
- Membre du Conseil des différends diplomatiques (29 novembre 1883 - 11 décembre 1890 - 29 mars 1896 - 29 juillet 1898 - 20 avril 1905).
- Secrétaire général du ministère des affaires étrangères (18 octobre 1885-7 avril 1887).
- Président de la Société des agriculteurs italiens (février 1896-7 février 1911).
- Membre de la Commission parlementaire d'enquête sur la condition des paysans, leurs rapports avec les propriétaires fonciers et la nature des pactes agraires dans les provinces du Sud et en Sicile (4 décembre 1906).
- Membre de la Société italienne de géographie (1903).
- Président de la Société italienne de géographie (1907-1915).

## Distinctions
- Chevalier de l'ordre des Saints-Maurice-et-Lazare - 6 juin 1880
- Officier de l'ordre des Saints-Maurice-et-Lazare - 16 juin 1887
- Commandeur de l'ordre des Saints-Maurice-et-Lazare - 3 juin 1897
- Grand officier de l'ordre des Saints-Maurice-et-Lazare - 27 juin 1909
- Grand officier décoré du grand cordon de l'ordre des Saints-Maurice-et-Lazare - 23 mars 1911